# Eugenia Sandler
Eugenia Sandler (ang. Eugénie Sandler P.I., 2000) – australijski serial obyczajowy dla młodzieży stworzony przez Davida McRobbiego. Wyprodukowany przez Burberry Productions.
Premiera serialu miała miejsce 30 października 2000 roku na australijskim kanale ABC1, a ostatni odcinek wyemitowano 15 listopada 2000 roku. W Polsce serial nadawany był na nieistniejącym kanale TVP3.

## Opis fabuły
Serial opisuje perypetie Eugenii Sandler, przeciętnej nastolatki, która martwi się o zwykłe rzeczy, jak np. miejsca na świecie, kim ona jest, itp. Eugenia martwi się również o ojca Raya, który jest jej prywatnym detektywem, którego praca powoduje częste zmiany adresu. Kiedy pewnego dnia ojciec znika, dziewczyna odkrywa, że cały świat staje jej na głowie. Z pomocą przychodzi Warwick, nowy przyjaciel Eugenii, który odkrywa, że jej świat wcale nie jest taki prosty, jak się wydaje, i że wolność w fikcyjnym kraju zwanym Versovią zależy od jej działań.

## Obsada
- Xaris Miller jako Eugénie Sandler
- Matthew Vennell jako Warwick Bedford
- Brett Climo jako Ray Sandler
- Martin Jacobs jako detektyw Matt Gurny
- Odette Joannides jako detektyw Teresa Brady
- Saskia Post jako Angela Duvier
- Alex Meglett jako Davorin
- Jasper Bagg jako Slavomir